# داروی خرسندی
داروی خرسندی نام متن بسیار کوتاهی است به زبان فارسی میانه (پهلوی) که با زبانی تمثیلی و با استفاده از اصطلاحات داروسازی، «خرسندی» را به عنوان راهی برای حل کردن یا آسان کردن مشکلات به خواننده توصیه می‌کند.